# Catherine Pont-Humbert
Catherine Pont-Humbert est une écrivaine, poète, journaliste littéraire française.

## Biographie
Docteure ès lettres, elle est spécialiste des littératures francophones. Au début des années 1980, elle bénéficie d'une bourse de recherche doctorale qui lui permet de séjourner à Montréal (Canada).
De 1990 à 2010, elle est productrice à France Culture où elle réalise de nombreux documentaires (notamment des portraits d'écrivains et de peintres) et des grands entretiens, notamment avec Edouard Glissant, Andrée Chedid, Henry Bauchau, Ahmadou Kourouma, André Brink, pour la série À voix nue
,.
En 1998, elle publie un ouvrage sur la littérature du Québec qui reprend en partie sa thèse de doctorat. En 2003, paraît le Dictionnaire des symboles, des rites et des croyances, travail collectif où se marque son intérêt pour l'anthropologie qu'elle explore à la radio dans l'émission "La Matinée des autres" (France Culture).
À partir de 2011, elle programme et anime des rencontres littéraires en France et dans les pays francophones. En 2016, elle devient programmatrice des Rencontres littéraires en pays de Savoie organisées par la Fondation pour l’action culturelle internationale en montagne.
En parallèle, elle met en scène et donne des lectures de textes qu'elle écrit ou adapte pour la scène. En 2010, elle dirige une lecture-spectacle inspirée du peintre Wifredo Lam, au musée des Beaux Arts de Nantes.
En 2013, elle crée un cycle de lectures, "De voix en voie", consacrées notamment à Henry Bauchau, Andrée Chedid et Edouard Glissant. En 2017, elle crée au Centre Wallonie-Bruxelles de Paris une lecture musicale d'après Oedipe sur la route d'Henry Bauchau. Elle donne ensuite des lectures musicales adaptées de ses propres textes, récits ou poèmes (entre autres, Les Échappées, lecture créée en 2022 à la Maison de la poésie de Montpellier) .
En 2016, elle publie Carnets de Montréal , un livre-portrait de la ville à travers sa vie culturelle dans lequel elle invite 24 créateurs montréalais à s'interroger sur leur relation avec leur ville.
En 2019, paraît un récit, La scène.Et en 2020, "Légère est la vie parfois", un livre de poésie. Depuis, sont parus deux livres de poésie aux éditions la Rumeur libre :  "Les lits du monde", et "Noir Printemps" ainsi qu'un livre de prose poétique "Quand les mots ne tiennent qu'à un fil. Une épopée poétique" aux éditions La Tête à l'envers.

## Publications
- Carnets de Montréal, éditions du Passage, 2016
- L’Ame métisse, L’Harmattan, coll. « Théâtre des cinq continents », 2018.
- La Scène, éditions Unicité, 2019.
- Légère est la vie parfois, Jacques André éditeur, 2020.
- Les lits du monde, éditions La Rumeur libre, 2021.
- Noir Printemps, éditions La Rumeur libre, 2023
- Quand les mots ne tiennent qu'à un fil. une épopée poétique, éditions La Tête à l'envers, 2025

### Livres d’artistes
- Chemins  (avec des encres de Jean-Luc Guinamant) (poésie), éditions Transignum, 2022.

### Essais-livres collectifs
- Le livre de l’année 1993 (articles sur les littératures francophones), Larousse, 1993.
- Dictionnaire des œuvres littéraires de langue française, vol. 4, éditions Bordas, 1994.
- Dictionnaire des symboles, des rites et des croyances, éditions Lattès, 1995.
- Littérature du Québec, Nathan, coll. « collection 128 », 1998.
- Histoire de la passion amoureuse, éditions Philippe Lebaud, 2001.

### Livres d’entretiens
- Catherine Pont-Humbert (avec Hamid Salmi), Ethnopsychiatrie, cultures et thérapies, Vuibert, 2004.
- Catherine Pont-Humbert (avec Albert Memmi), L’Individu face à ses dépendances, Vuibert, 2005.
- Catherine Pont-Humbert (avec Emmanuel Hirsch), L’éthique au cœur des soins', Vuibert, 2006.